# Madame Bo-Peep
Madame Bo-Peep er en amerikansk stumfilm fra 1917 af Chester Withey.

## Medvirkende
- Seena Owen som Octavia.
- Allan Sears som Teddy Westlake.
- F.A. Turner som Oberst Beaupree.
- James Harrison som Willie Cooper.
- Sam De Grasse som Jose Alvarez.